# Formation Bertie
La Formation Bertie également dénommée Calcaire de Bertie, Dolomie de Bertie ou Groupe de Bertie, est un groupe géologique du Silurien supérieur (Pridoli ou Cayugan (en)) et un  Lagerstätte situé au sud de l'Ontario, au Canada, et à l'ouest de l'État de New York, aux États-Unis. Les détails de la localité type et de la nomenclature stratigraphique de cette unité telle qu'utilisée par l'US Geological Survey sont disponibles en ligne sur la National Geologic Map Database. La formation comprend des dolomies, des calcaires et des schistes et atteint une épaisseur de 151 mètres en sous-sol, tandis qu'en affleurement, elle peut mesurer jusqu'à 18 mètres d'épaisseur.
Le groupe représente l'unité la plus récente de la série Cayugan et la plus ancienne unité silurienne en Ontario. Le groupe recouvre le Groupe de Salina (en) et est lui-même recouvert par la Formation Dévonienne de Bois Blanc (en) en Ontario et le Calcaire d'Onondaga (en) dans l'État de New York.
Deux formations au sein du Groupe de Bertie, le Fiddler's Green et le Williamsville, sont considérées comme des Konservat-Lagerstätten. Ces unités géologiques contiennent une faune unique, constituée en particulier d'animaux à corps mou. Elles ont fourni des milliers de spécimens d'Euryptérides du Silurien (scorpions de mer), des spécimens du scorpion primitif Proscorpius osborni, des Xiphosurans, une flore fossile primitive et des spécimens du poisson Nerepisacanthus denisoni (en). L'excellente conservation des nombreux Euryptérides et des spécimens d'autres taxons s'explique probablement par des conditions hypersalines et anoxiques périodiques liées à la localisation du groupe dans une mer intérieure peu profonde (le bassin des Appalaches (en)).

## Description
La localité type (en) du Groupe de Bertie est la carrière Ridgemount, située à l'ouest de Fort Érié sur la péninsule du Niagara de Bertie, en Ontario, 9,7 km à l'ouest de Buffalo dans l'État de New York, qui donne son nom au groupe. En 1884, Chapman est le premier auteur à reconnaître le groupe comme une unité stratigraphique distincte. Ces dernières années, l'unité a été élevée au rang de groupe,.

## Étendue géographique
Le Groupe de Bertie constitue le substrat rocheux d'une bande étroite qui s'étend de Fort Erie, à l'ouest de Buffalo, dans l'Etat de New York, en passant par Hagersville (en), New Hamburg (en), Harriston (en) et Walkerton, jusqu'à Southampton sur le lac Huron. Le groupe se compose essentiellement de couches moyennes à massives de dolomies aphanitiques brunes à grises, laminées, bitumineuses et fouillées, et, dans une moindre mesure, de fines couches de dolomies argileuses.
Le long de la zone d'affleurement entre Fort Erie et Hagersville, l'épaisseur varie de 11 à 18 mètres. Il s'épaissit jusqu'à une épaisseur de 151 mètres dans le sous-sol. Sanford (1969) utilise le terme Groupe de Bertie depuis Fort Erie jusqu'aux environs de Hagersville et le terme de Formation de Bass Islands au nord et à l'ouest de Hagersville. Le groupe est lié à la formation de Bass Islands (en) du Michigan. La dolomie du Groupe Bertie est exploitée pour la production de pierre concassée à Fort Erie, Port Colborne, Dunnville (en), Cayuga (en) et Hagersville.

## Stratigraphie
Le Groupe de Bertie est l'unité la plus récente de la série Cayugan et fait partie de la séquence Tippecanoe II. Au niveau de sa localité type, le groupe est subdivisé en plusieurs formations. Dans le centre de l'Etat de New York, le groupe est subdivisé, du plus ancien au plus jeune, en dolomie de Fiddlers Green, schiste argileux de Forge Hollow et dolomie d'Oxbow Dolomite. A cet endroit, le Groupe de Bertie est recouvert par les formations Honeoye et Chrysler. Dans l'Etat de New York, le calcaire d'Onondaga recouvre le Groupe de Bertie. En Ontario, le groupe est recouvert par la Formation de Bois Blanc du Dévonien moyen.
Le groupe est contemporain de sa voisine, la Formation de Bass Islands, et est cartographié comme une unité stratigraphique combinée. Haynes et Parkins (1992) rapportent que, de Dunnville à Hagerville, le Groupe de Bertie est progressivement coupé par la Formation de Bass Islands. En Pennsylvanie, le Groupe de Bertie est contemporain de la Formation Keyser (en).

## Fossiles

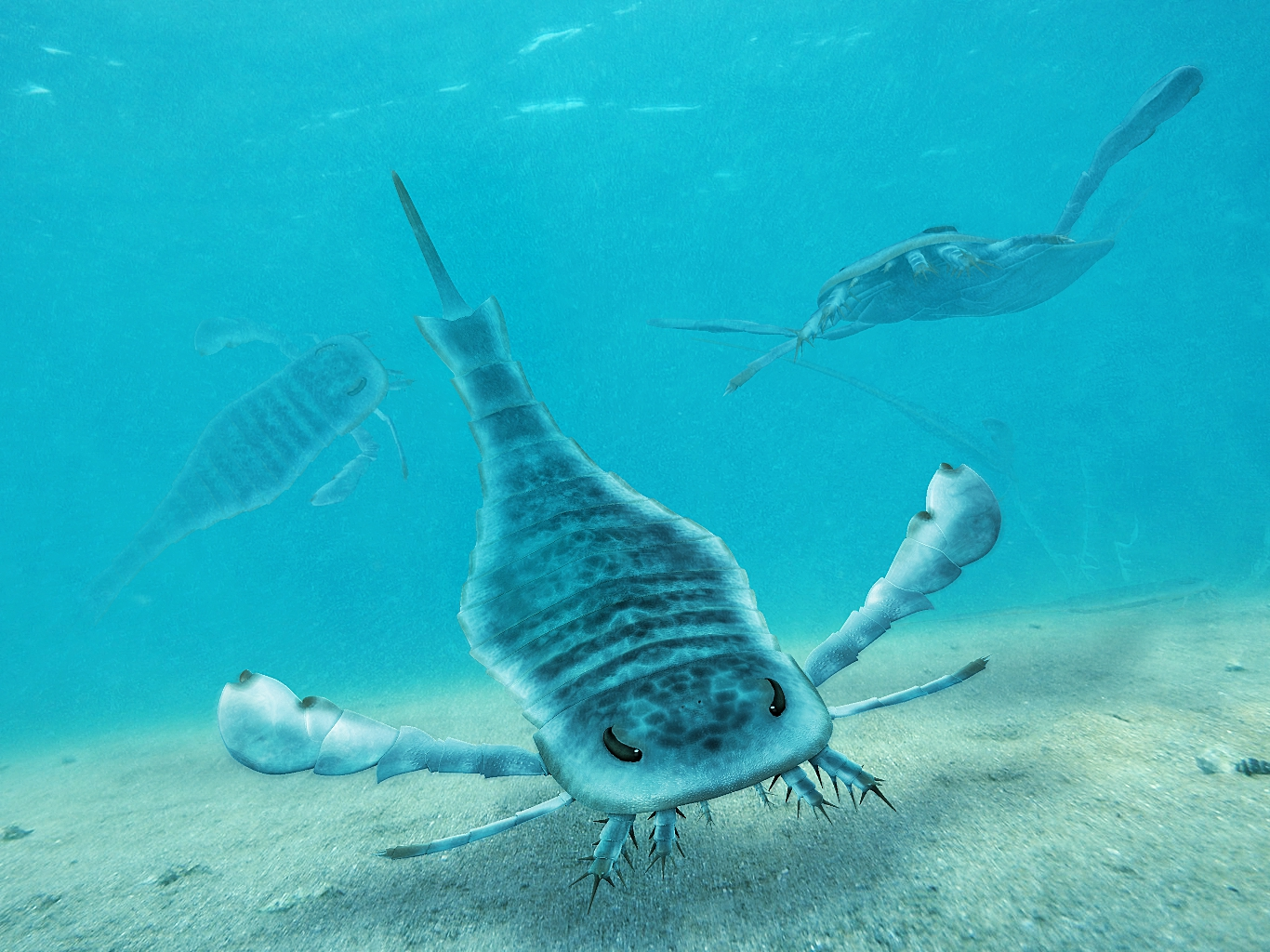
De nombreux fossiles d'Eurypterus ont été découverts dans la formation

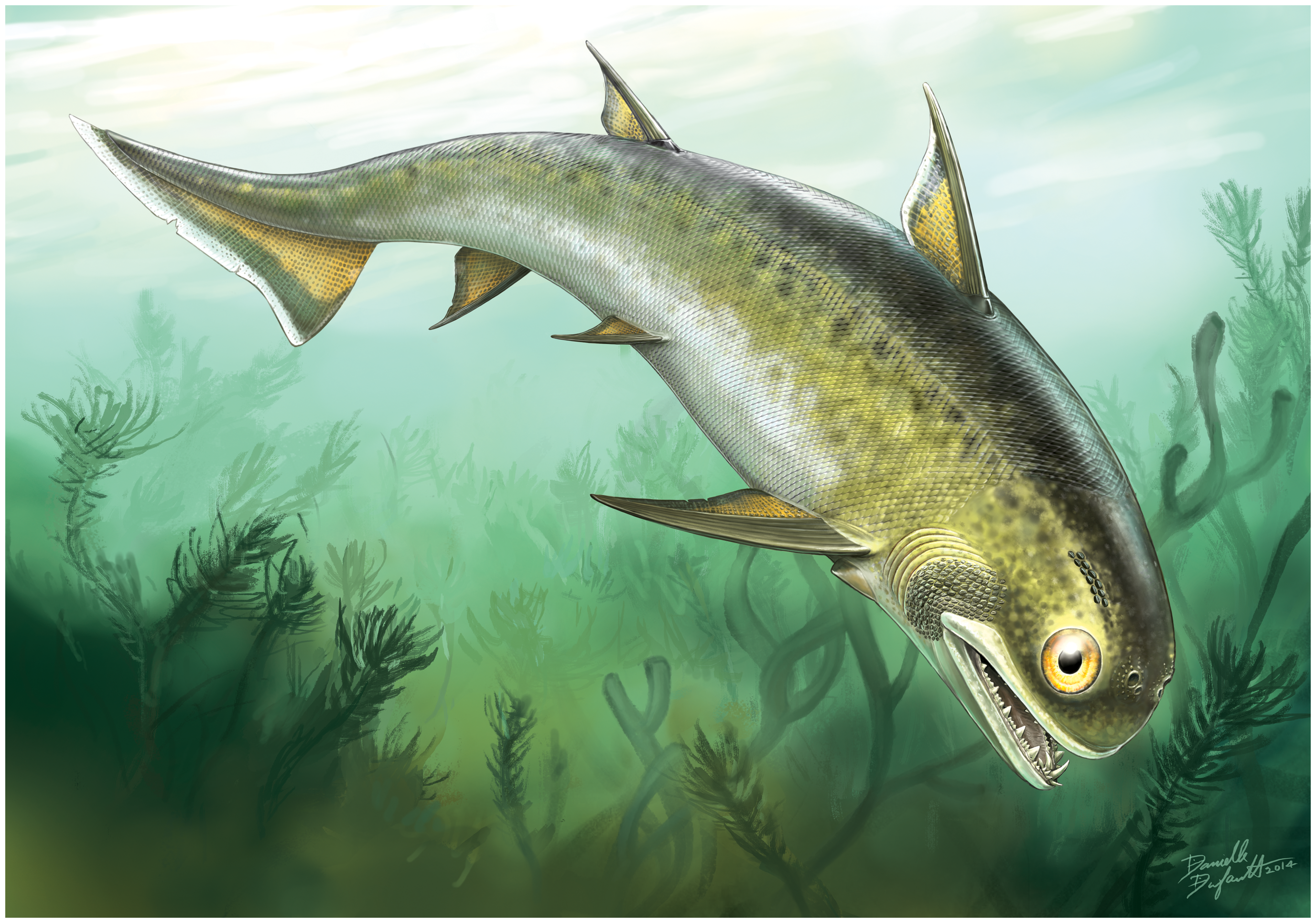
Le poisson Nerepisacanthus denisoni est le seul vertébré découvert dans la Formation de Bertie

Les formations du Groupe de Bertie, Fiddler's Green et Williamsville, sont considérées comme des Konservat-Lagerstätten. Ces formations sont caractérisées par une faune rare et constituée typiquement d'animaux au corps mou. Ces formations ont fourni des milliers de fossiles d'Euryptérides (scorpions de mer) depuis que les fouilles ont sérieusement commencé, au milieu du XXe siècle,. Parmi les autres fossiles découverts dans ces formations, on compte le scorpion primitif Proscorpius osborni, des spécimens de flore primitive et un poisson fossile, Nerepisacanthus denisoni. L'excellente conservation des nombreux Euryptérides s'explique est probablement la conséquence de conditions hypersalines et anoxiques périodiques.
| Groupe                     | Fossiles                                                  | Sous-Unités                  | Image  | Notes  |
| -------------------------- | --------------------------------------------------------- | ---------------------------- | ------ | ------ |
| Poissons                   | Nerepisacanthus denisoni                                  | Williamsville                |        |        |
| Euryptérides               | Acutiramus macrophthalmus                                 | Fiddlers Green Williamsville |        | [ 18 ] |
| Euryptérides               | A. cummingsi                                              | Fiddlers Green               |        | [ 19 ] |
| Euryptérides               | Buffalopterus pustulosus (en)                             | Williamsville                |        | ,      |
| Euryptérides               | Carcinosoma scorpionis (en)                               | Oxbow Dolomite               |        |        |
| Euryptérides               | Clarkeipterus testudineus                                 | Fiddlers Green               |        | ,      |
| Euryptérides               | Dolichopterus herkimerensis (en)                          | Fiddlers Green               |        | ,      |
| Euryptérides               | D. jewetti                                                | Fiddlers Green               |        |        |
| Euryptérides               | D. macrocheirus                                           | Williamsville                | ,      |        |
| Euryptérides               | D. siluriceps                                             | Fiddlers Green Williamsville |        | ,      |
| Euryptérides               | Erieopterus pustulosus                                    | Fiddlers Green               |        |        |
| Euryptérides               | Eurypterus dekayi                                         | Williamsville                |        | ,      |
| Euryptérides               | E. laculatus                                              | Fiddlers Green               |        |        |
| Euryptérides               | E. lacustris                                              | Williamsville                |        | [ 22 ] |
| Euryptérides               | E. remipes                                                | Williamsville                |        | ,      |
| Euryptérides               | Eusarcana scorpionis (en)                                 | Williamsville                |        | [ 18 ] |
| Euryptérides               | Pterygotus cobbi                                          | Williamsville                |        | [ 18 ] |
| Euryptérides               | P. juvensis                                               | Fiddlers Green               | [ 19 ] |        |
| Euryptérides               | Erettopterus sp. (en)                                     | Fiddlers Green               |        | [ 19 ] |
| Euryptérides               | E. grandis                                                | Fiddlers Green               |        | [ 19 ] |
| Euryptérides               | Rhinocarcinosoma sp. (en)                                 | Williamsville                |        | [ 22 ] |
| Chasmataspidida (en)       | Diploaspis praecursor                                     | Fiddlers Green               |        | [ 23 ] |
| Planaterga                 | Bunaia woodwardi (en)                                     | Fiddlers Green               |        | [ 19 ] |
| Planaterga                 | Limuloides eriensis (en)                                  | Fiddlers Green               |        | [ 19 ] |
| Planaterga                 | Pseudoniscus clarkei (en), P. roosevelti                  | Fiddlers Green               |        | [ 19 ] |
| Arachnides                 | Palaeophonus osborni                                      | Fiddlers Green               |        |        |
| Arachnides                 | Proscorpius osborni                                       | Fiddlers Green               |        |        |
| Artiopoda (en)             | Naraoia bertiensis                                        | Williamsville                |        | [ 24 ] |
| Machaeridia (en)           | Lepidocoleus reinhardi (en)                               | Fiddlers Green               |        | [ 19 ] |
| Graptolites                | Climacograptus ultimus                                    | Fiddlers Green               |        | [ 19 ] |
| Graptolites                | Palaeodictyota buffaloensis                               | Fiddlers Green               |        | [ 19 ] |
| Graptolites                | Ascograptus sp.                                           | Fiddlers Green               |        | [ 19 ] |
| Graptolites                | Orthograptus sp.                                          | Fiddlers Green               |        | [ 19 ] |
| Non-graptolite Pterobranch | Rotaciurca superbus                                       | Williamsville                |        | [ 25 ] |
| Crustacés                  | Ceratiocaris acuminata (en), C. maccoyanus, C. praecedens | Williamsville                |        | [ 26 ] |
| Crustacés                  | Emmelezoe minuta                                          | Fiddlers Green               |        | [ 19 ] |
| Crustacés                  | Gonatocaris sp.                                           | Williamsville                |        | [ 18 ] |
| Céphalopodes               | Dawsonoceras oconnellae                                   | Fiddlers Green               |        | [ 19 ] |
| Céphalopodes               | Gomphoceras ruedemanni (en)                               | Fiddlers Green               |        | [ 19 ] |
| Céphalopodes               | Mitroceras gebhardi                                       | Fiddlers Green               |        | [ 19 ] |
| Céphalopodes               | Pristeroceras timidum                                     | Fiddlers Green               |        | [ 19 ] |
| Céphalopodes               | Trochoceras cf. anderdonense (en)                         | Fiddlers Green               |        | [ 19 ] |
| Céphalopodes               | Orthoceras sp.                                            | Fiddlers Green               |        | [ 19 ] |
| Céphalopodes               | Phragmoceras sp.                                          | Fiddlers Green               |        | [ 19 ] |
| Gastropodes                | Loxonema bertiense                                        | Fiddlers Green               |        | [ 19 ] |
| Gastropodes                | Mesocoelia gregaria                                       | Fiddlers Green               |        | [ 19 ] |
| Gastropodes                | Platyceras (Platyostoma) sp. (en)                         | Fiddlers Green               |        | [ 19 ] |
| Bivalves                   | Hercynella buffaloensis (en)                              | Fiddlers Green               |        | [ 19 ] |
| Bivalves                   | Modiolopsis dubius                                        | Fiddlers Green               |        | [ 19 ] |
| Bivalves                   | Goniophora sp. (en)                                       | Fiddlers Green               |        | [ 19 ] |
| Bivalves                   | Nuculites sp.                                             | Fiddlers Green               |        | [ 19 ] |
| Bivalves                   | Rhytimya sp.                                              | Fiddlers Green               |        | [ 19 ] |
| Ostracodes                 | Eukloedenella umbilicata                                  | Fiddlers Green               |        | [ 19 ] |
| Ostracodes                 | Leperditia alta, L. scalaris                              | Fiddlers Green               |        | [ 19 ] |
| Ostracodes                 | Zygobeyrichia cf. regina                                  | Fiddlers Green               |        | [ 19 ] |
| Polychaeta                 | Serpulites sp.                                            | Fiddlers Green               |        | [ 19 ] |
| Polychaeta                 | Spirorbis sp.                                             | Fiddlers Green               |        | [ 19 ] |
| Rhynchonellata (en)        | Camarotoechia cf. andrewsi (en)                           | Fiddlers Green               |        | [ 19 ] |
| Rhynchonellata (en)        | Reticularia (Prosserella) modestoidea                     | Fiddlers Green               |        | [ 19 ] |
| Rhynchonellata (en)        | Howellella eriensis                                       | Fiddlers Green               |        | [ 19 ] |
| Rhynchonellata (en)        | Whitfieldella sulcata                                     | Fiddlers Green               |        | [ 19 ] |
| Rhynchonellata (en)        | Delthyris sp.                                             | Fiddlers Green               |        | [ 19 ] |
| Edrioasteroidea            | Pyrgocystis batheri                                       | Fiddlers Green               |        | [ 19 ] |
| Strophomenata              | Schuchertella sp.                                         | Fiddlers Green               |        | [ 19 ] |
| Bryozoans                  | Hernodia sp.                                              | Fiddlers Green               |        | [ 19 ] |
| Bryozoans                  | Reptaria sp.                                              | Fiddlers Green               |        | [ 19 ] |
| Bryozoans                  | Stigmatella sp. (en)                                      | Fiddlers Green               |        | [ 19 ] |
| Lingulata                  | Lingula semina, L. subtrigona                             | Fiddlers Green               |        | [ 19 ] |
| Lingulata                  | Orbiculoidea cf. numulus                                  | Fiddlers Green               |        | [ 19 ] |
| Scyphozoa                  | Metaconularia perglabra                                   | Fiddlers Green               |        | [ 19 ] |
| Hydrozoa                   | Bertratis ciurcae                                         | Williamsville Fiddlers Green |        | [ 27 ] |
| Anthozoa                   | Aulocystis sp.                                            | Fiddlers Green               |        | [ 19 ] |
| Anthozoa                   | ?Ceratopora sp.                                           | Fiddlers Green               |        | [ 19 ] |
| Stromatoporoidea           | Stromatopora constellata                                  | Fiddlers Green               |        | [ 19 ] |
| Dasycladophyceae           | Medusaegraptus graminiformis                              | Fiddlers Green               |        | [ 19 ] |
| Flore                      | Inocaulis lesqueureuxi                                    | Williamsville                |        |        |
| Flore                      | Cooksonia sp.                                             | Williamsville                |        |        |
| Flore                      | Hostinella silurica (en)                                  | Fiddlers Green               |        |        |
| Cyanobactéries             | Morania bertiensis (en)                                   | Fiddlers Green               |        | [ 19 ] |
| Cyanobactéries             | Calithamnopsis silurica                                   | Fiddlers Green               |        | [ 19 ] |

## Âge
La Formation de Bertie date du Silurien supérieur (Pridoli, ou Cayugan dans les chronologies locales).

## Conditions environnementales de formation (interprétation)
Le bassin de l'avant-pays des Appalaches s'est formé au cours de l'orogenèse alleghanienne du début au milieu de l'Ordovicien. L'érection des montagnes a conduit à la fermeture des océans Iapetus et Rheique. En raison des mouvements tectoniques, le bassin d'avant-pays s'est développé dans la zone correspondant à l'actuel nord des Appalaches. Le climat du Silurien supérieur était chaud et sec. Ces conditions climatiques, dans le contexte d'un bassin intérieur réduit et peu profond, ont entraîné le dépôt d'évaporites dans le groupe de Salina, sur 120 à 800 mètres d'épaisseur. On trouve des zones de stromatolites et de thrombolites (monticules d'algues non laminés) dans plusieurs formations du Groupe de Bertie, ainsi que de nombreuses fentes de dessiccation. Au cours de l'orogenèse hercynienne, au Dévonien, de nombreux sédiments siluriens ont été érodés, au sud des Appalaches, tandis qu'au nord des montagnes, les unités siluriennes ont été préservées.
Les sédiments du Groupe de Bertie se sont déposés sur la bordure fossile sud de l'Arc Algonquin, alors en cours d'affaissement, qui flanquait le bord nord du bassin d'avant-pays des Appalaches, sur le paléocontinent Laurentia,.
Le Groupe de Bertie s'est formé dans un environnement sédimentaire (en) marin hypersalin. Les coupes stratigraphiques et le contenu fossile suggèrent que le groupe s'est formé à dans un environnement marin proche du rivage ou dans un environnement lagunal. Les évaporites et les moulages de pseudomorphes halites, avec des bords allant jusqu'à 30 centimètres, suggèrent que cet environnement était loin d'être un environnement marin normal. Des conditions d'hypersalinité ont dû prévaloir pendant la majeure partie de l'histoire sédimentaire du groupe. Une alternance de conditions estuariennes hypersalines et saumâtres ont été enregistrées dans le groupe. Les dolomies du groupe ne sont probablement pas primaires.